# Pararge addenda
Pararge addenda är en fjärilsart som beskrevs av Barend J. Lempke 1936. Pararge addenda ingår i släktet Pararge och familjen praktfjärilar. Inga underarter finns listade i Catalogue of Life.